# Kunratice (Prag)
Kunratice (deutsch Kunratitz) ist eine Katastralgemeinde sowie ein Stadtteil (Praha-Kunratice) am südlichen Rand der tschechischen Hauptstadt Prag und gehört zum Verwaltungsbezirk Prag 4.

## Geschichte
Kunratice wurde erstmals im Jahr 1287 schriftlich erwähnt. Die Bezeichnung leitet sich vom Namen Kunrat (Konrad) ab. 1968 wurde die Gemeinde Kunratice nach Prag eingegliedert und 1990 zu einem eigenen Stadtteil.

## Sehenswürdigkeiten
- Wenzelsburg (Nový hrad)
- Kirche des Hl. Jakobus des Älteren, Barock, 18. Jahrhundert
- Schloss Kunratice

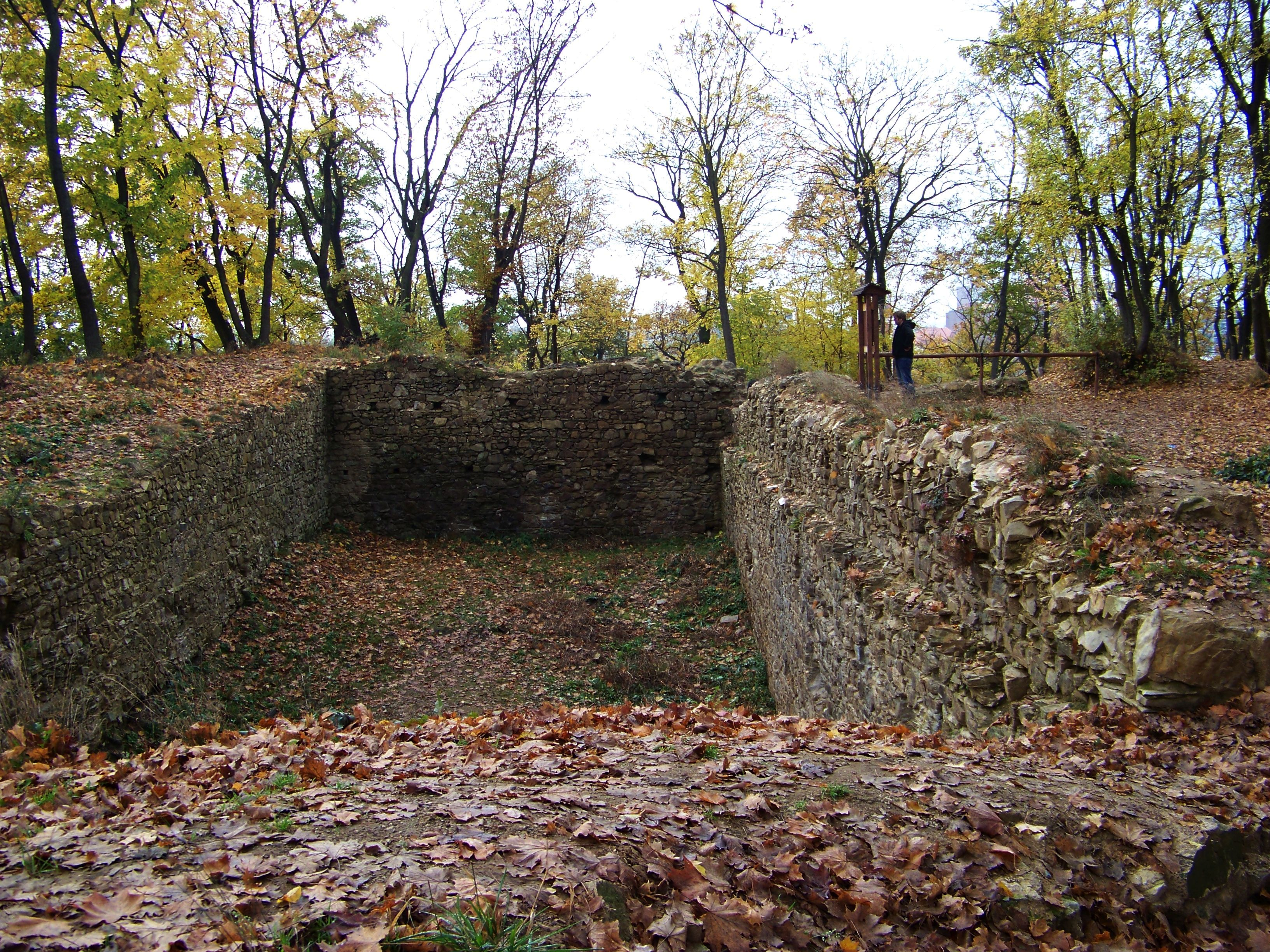
Ruine Nový hrad
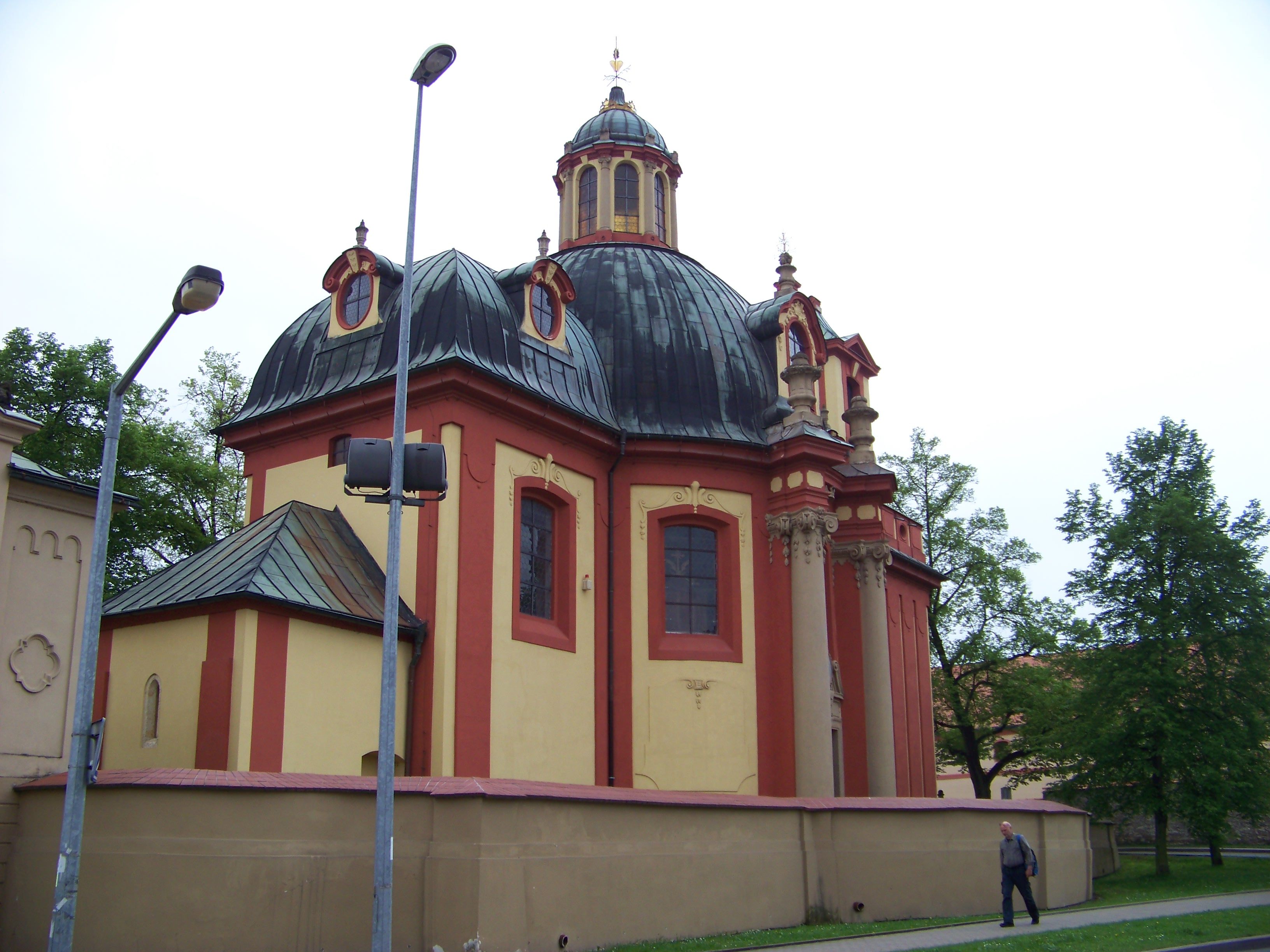
Jakobuskirche
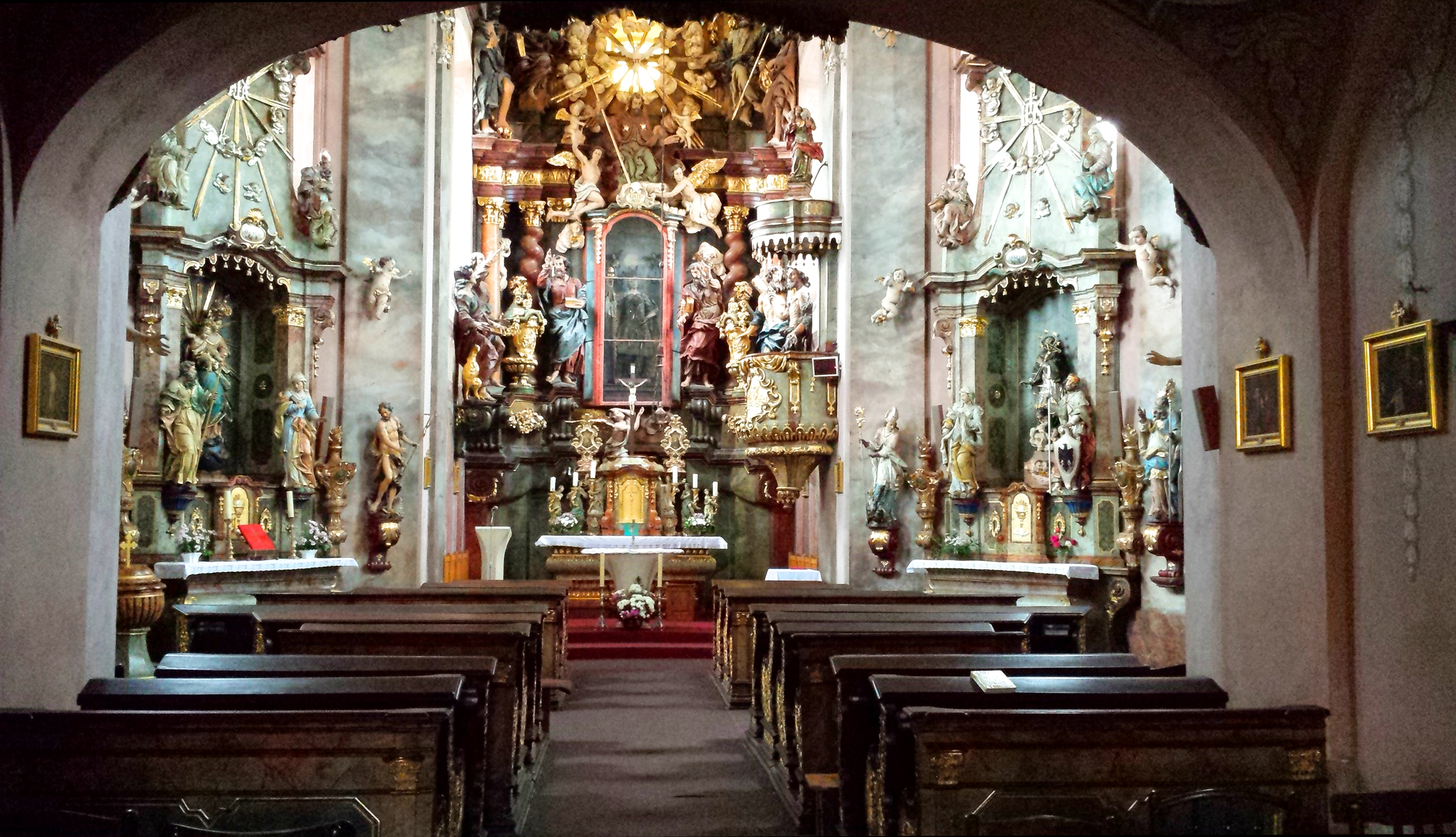
Innenraum der Kirche
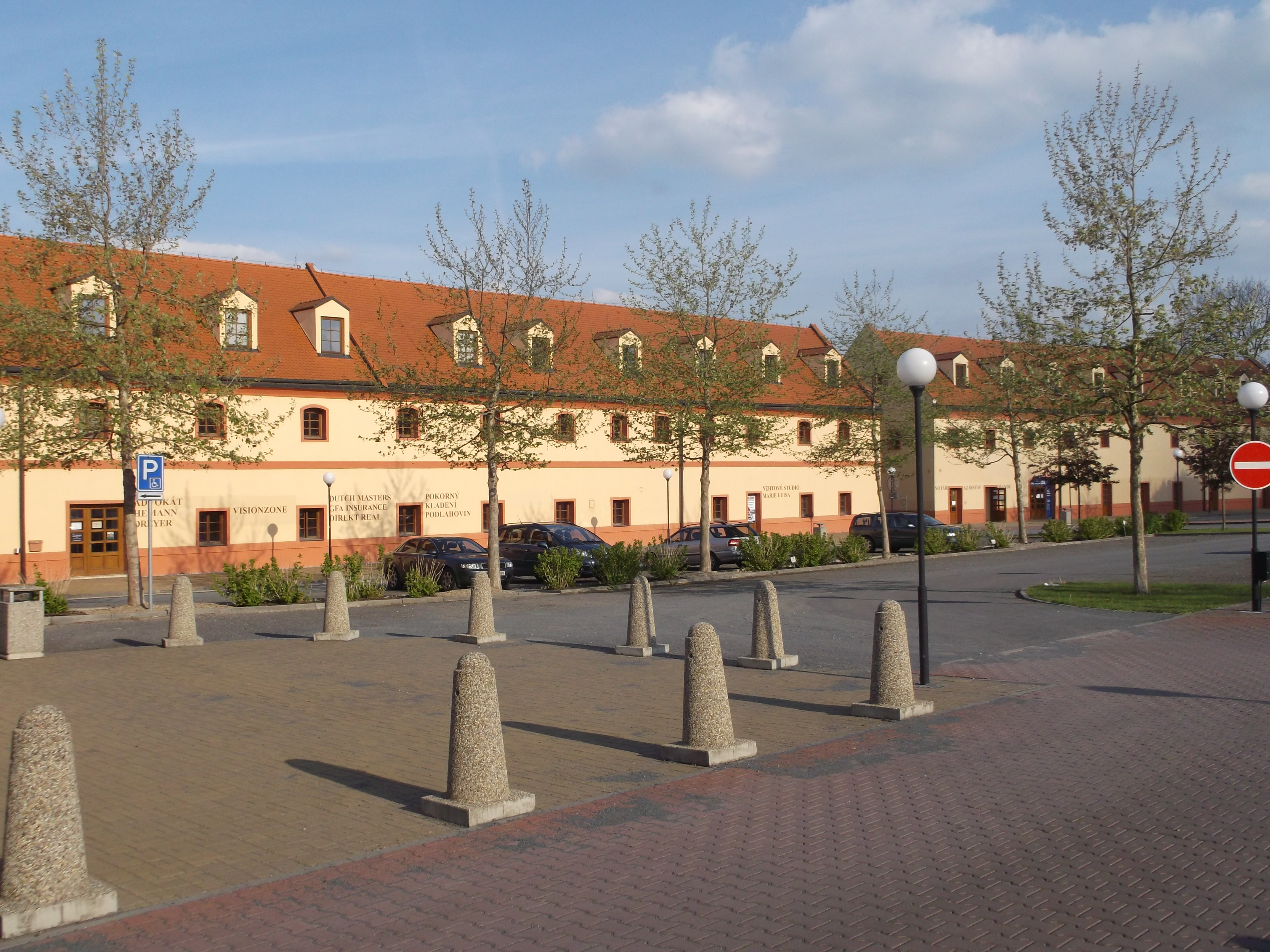
Seitenflügel des Schloss Kunratice

## Persönlichkeit
- Vilém Amort (1864–1913), Bildhauer